# Día de la misericordia
Día de la misericordia también conocido como Domingo de la Divina Misericordia es una fiesta católica instituida en el año 2000 por el Papa Juan Pablo II y dedicada a la divina misericordia. En el año litúrgico de la Iglesia Católica se celebra el domingo después de Pascua, o el domingo siguiente a Pascua.

## Historia
En 2000, el Papa Juan Pablo II estableció que este domingo se denominara "la Divina Misericordia", titulación vinculada a la figura de la santa mística polaca Faustina Kowalska.
La preparación de esta fiesta es la novena de la Coronilla a la Divina Misericordia a partir del Viernes Santo. Esta decisión se tomó para cumplir el deseo que Cristo habría expresado a la Santa durante sus apariciones y que la mujer relata en el Diario de Faustina Kowalska:

«Quiero que la Fiesta de la Misericordia sea un refugio y un refugio para todas las almas y especialmente para los pobres pecadores. En ese día se abran las entrañas de mi misericordia, derramaré todo un mar de gracias sobre las almas que se acercan a la fuente de mi misericordia. El alma que se acerca a la confesión y la Sagrada Comunión recibe el perdón total de los pecados y penas . [...] Ningún alma tiene miedo de acercarse a Mí, aunque sus pecados fueran como el escarlata »
(Diario 699).

### Interpretación teológica
Esta gracia según Ignacy Różycki puede considerarse mayor que la indulgencia plenaria:

«Consiste en la cancelación de los castigos terrenales por los pecados cometidos, pero nunca en la remisión de los mismos pecados. La gracia extraordinaria es sustancialmente la más grande de las gracias de los seis sacramentos con la excepción del sacramento del bautismo: en la medida en que la remisión de todos los pecados y penas es la gracia sacramental del santo bautismo. En cuanto a las promesas citadas, Cristo vinculó la remisión total de dolores y pecados con el acercamiento a la Comunión recibida el día de la Fiesta de la Misericordia y la elevó al rango de "segundo bautismo »
(Diario 1517).

### Dominica de misericordia
En la historia de la liturgia es interesante notar que no es una novedad absoluta enfatizar el tema de la Misericordia en un domingo del año litúrgico. Ya en el siglo XIII, Guillermo de Auxerre escribió que el cuarto cuadrante de dominica es un domingo de misericordia. En su comentario litúrgico, de hecho, este tema recurrente se subraya tanto en la eucología como en los pasajes de las Escrituras ya en el sábado que lo precede.

«"Ista dominica est de misericordia".»
III, 50. Cuarto cuadranteime dominic).